# 玉岩包氏宗祠
玉岩包氏宗祠位于浙江省温州市泰顺县泗溪镇玉岩村。始建于明成化年间，清道光二十七年（1847年）重修。建筑坐北朝南，采用中轴线对称布局，规模宏大，是研究浙南山区清代中后期祠堂建筑的珍贵实物资料。建筑群由牌楼、外台门、半月池、头门、前堂、正厅、祭殿等部分组成，占地面积3400平方米。整组建筑保存完整，因在山坡上布局建造，建筑因山就势，富有特点。2005年3月16日列入浙江省文物保护单位，2013年5月列入第七批全国重点文物保护单位。